# August von Pfuhl
Karl August Friedrich Wilhelm Heinrich von Pfuhl (* 1. Juni 1794 in Strausberg; † 3. Februar 1874 in Liegnitz, Provinz Schlesien) war ein preußischer Generalmajor.

## Leben

### Herkunft
August war ein Sohn des preußischen Kapitäns Karl Friedrich Ludwig von Pfuel (1761–1844) und dessen Ehefrau Sophie Christiane Philippine, geborene Holz (1764–1818).

### Leben
Pfuhl besuchte das Berliner Kadettenhaus, wurde aber am 19. Februar 1809 zu seinen Eltern nach Hause geschickt. Am 1. Juni 1809 trat er dann in das Brandenburgische Ulanen-Regiment der Preußischen Armee ein und kam 1812 als Unteroffizier in das 2. Leib-Husaren-Regiment. Im gleichen Jahr nahm Pfuhl während des Feldzuges gegen Russland an den Gefechten bei Olai, Piktupönen sowie Ragnit teil und wurde bei Eckau verwundet.
Nach Beendigung des Feldzuges avancierte er Ende März 1813 zum Sekondeleutnant. Während der Befreiungskriege kämpfte Pfuhl bei den Belagerungen von Kastel und Mainz sowie den Schlachten bei Großgörschen, Bautzen, an der Katzbach, Leipzig und dem Übergang bei Wartenburg. Ferner befand er sich bei den Gefechten bei Alsleben, Bernburg, Colditz, Waldau, Seiffertsdorf, Gröditzberg, Löwenberg, Goldberg, Rochlitz, Reichenbach, Freyburg, Saarlouis, Vitry, Chalons und Mery. Bei Noisseville, Meaux und Gué à Trême wurde er verwundet. Nach Meaux kam er in das Lazarett bei Reims und als das überrannt wurde, kam er in französische Kriegsgefangenschaft. In der Zeit erhielt er am 31. Mai 1814 das Eiserne Kreuz II. Klasse.
Zum 29. März 1815 erfolgte seine Versetzung in das 8. Husaren-Regiment. Pfuhl verblieb aber bei seinem Regiment und wurde am 9. April 1815 rückversetzt. Er stieg Mitte März 1822 zum Premierleutnant auf und gehörte 1832 zum Begleitkommando, das die Leiche des russischen Feldmarschalls von Diebitsch durch Preußen geleitet hatte. Dafür verlieh ihm Kaiser Nikolaus I. den Orden des Heiligen Wladimir IV. Klasse. Sein Beförderung zum Rittmeister erfolgte am 14. Juni 1834. Am 19. März 1839 wurde er mit einigen anderen Offizieren zur Osmanischen Armee nach Konstantinopel abkommandiert. Nach seiner Rückkehr wurde er am 22. März 1843 zum Major befördert und am 30. März 1844 als etatsmäßiger Stabsoffizier in das 11. Husaren-Regiment versetzt. In dieser Stellung nahm er 1849 während des Feldzuges gegen Dänemark am Gefecht bei Aarhus teil. Bei der Rekognoszierung stieß er auf zwei Eskadronen dänischer Dragoner. Obwohl im Rückzug begriffen, gab Pfuhl den Befehl, die schwächere Abteilung anzugreifen. Dabei konnten 16 Dragoner als Gefangene eingebracht werden. Für diese Tat wurde er am 31. Juli 1849 mit dem Orden Pour le Mérite ausgezeichnet.
Am 30. August 1849 beauftragte man Pfuhl zunächst mit der Führung des 5. Husaren-Regiments und ernannte ihn am 18. April 1850 zum Regimentskommandeur. In dieser Stellung stieg er bis Ende März 1852 zum Oberst auf. Unter Verleihung des Charakters als Generalmajor wurde er am 1. Januar 1856 mit Pension zur Disposition gestellt. Am 27. Januar 1857 erhielt er den Roten Adlerorden II. Klasse mit Eichenlaub. Er starb am 3. Februar 1874 in Liegnitz und wurde auf dem dortigen Militärfriedhof beigesetzt.

### Familie
Pfuhl heiratete am 24. September 1817 in Jästerheim Pauline von Stosch (1803–1871). Das Paar hatte mehrere Kinder:
- Emil Karl Friedrich (1821–1894), preußischer Generalleutnant

⚭ 1859 Hedwig Caroline von Rössing (1834–1880)
⚭ 1891 Eveline von Richthofen (1849–1928), Tochter von Eugen von Richthofen
- Adelheid Philippine Frederike (1823–1901)
- Auguste Pauline Berta Charlotte (1830–1886) ⚭ 12. Oktober 1852 Agathon von Puttkamer (1824–1892), Herr auf Poberow
- Elisabeth Sophie Elfriede (* 1832)
- Leontine Marie Helene (1835–1901)
- Anna Marie Sophie (* 1837)
- Kuno Karl Friedrich Wilhelm (1844–1899), Major a. D. 1876 ⚭ Olga Klara Helene Schulz (* 1858)
- Valeska Helene Stephanie (* 1846) ⚭ Hermann Athenstädt († 1891), Oberstleutnant